# Piechota łanowa

La Piechota łanowa était un type d'unité militaire polonais du XVIIe siècle, similaire à la piechota wybraniecka (levée paysanne), qui a été créée en 1655 dans le cadre du Déluge suédois en recrutant parmi les paysans des domaines royaux, nobles et ecclésiastiques. Son nom vient du łan (pl), une ancienne unité de mesure de surface polonaise.
Chaque propriétaire foncier était tenu d'envoyer un soldat pour 15 łans (environ 240 hectares) de terres arables.
À partir de 1673, la conscription a été remplacée par un enrôlement en fonction du nombre d'habitations, ou de feux — c'est ce que l'on appelle l'« infanterie de fumée » (piechota dymowa (pl)). Dans les villes, la base de la conscription a toujours été le feu. Les soldats, appelés łanniks, portaient des uniformes bleus doublés de rouge.